# Elias Hurwicz
Elias Hurwicz (geboren am 1. Mai 1884 in Rahatschou (Rogatschow), Russisches Kaiserreich; gestorben am 30. September 1973 in Berlin) war ein deutscher Rechtswissenschaftler, Kriminologe, Soziologe und Publizist russisch-jüdischer Herkunft.

## Leben
Der Holzkaufmann, Bankier und Gelehrte Saul Israel Hurwitz (1860–1922) wanderte 1905 mit seiner Frau und den drei Kindern Elias, Isser und Betty vor einem drohenden Pogrom aus der ukrainischen Stadt Gluchow nach Berlin aus. Sein Sohn Elias begann 1902 das Studium an der Universität Kiew und vertiefte dabei seine Deutschkenntnisse, zu Hause wurde als Sprache der gebildeten Juden Russisch gesprochen. Als die Universität während der Unruhen 1905 geschlossen wurde, beschloss Hurwicz, sein Studium an der Berliner Friedrich-Wilhelms-Universität fortzusetzen, wo er 1910 im Fach Rechtswissenschaften  bei Franz von Liszt promovierte. Bis 1914 war er im Kriminalistischen Seminar v. Liszts tätig. Dort beschäftigte er sich mit rechtsphilosophischen und strafrechtlichen Fragen. Hurwitz veröffentlichte verschiedene Beiträge im Archiv für Kriminologie und in der Monatsschrift für Kriminalpsychologie, so über Kriminalität und Prostitution der weiblichen Dienstboten,   Der Gesichtsausdruck der Leiche in kriminalistischer Beziehung sowie die Schrift Der Liebes-Doppelselbstmord : eine psychologische Studie.
Während bei Kriegsausbruch sein Vater ausgewiesen wurde, konnte Hurwicz im Deutschen Reich bleiben. Nach dem Ende des Krieges entfaltete Hurwicz eine rege Publikationstätigkeit zu den in der deutschen politischen Öffentlichkeit aufgeworfenen Fragen zu den Russischen Revolutionen und zur neugestalteten osteuropäischen Landkarte. Von 1918 bis 1927 publizierte er in der Weltbühne und war dort der Spezialist für russische Fragen. Der mit ihm entfernt verwandte jüdische Historiker Simon Dubnow hielt sich ab 1922 in Berlin auf und Hurwicz übersetzte für ihn den letzten Band seiner Weltgeschichte des jüdischen Volkes, da dieser als erster in deutscher Sprache im Jüdischen Verlag erscheinen sollte. 1926 übersetzte er Dubnows Briefe vom alten und neuen Judentum. Im Jahr 1937 gab er dessen Autobiografie in deutscher Übersetzung in einer gekürzten Fassung in der Jüdischen Buchvereinigung Berlin heraus. Hurwicz hat neben politischen und soziologischen Schriften auch literarische Werke von Lew Tolstoi und Schalom Asch übersetzt.
Ab 1927 setzte er sich mit den Schriften Carl Schmitts und ab 1930 mit Ernst Jüngers Sammelschrift Krieg und Krieger auseinander. Die Schriften der Gebrüder Jünger hätten ihn erschüttert und aufgewühlt. In einem autobiografischen Artikel schreibt er dazu:

„Grauenvoll zu sehen, wie der Krieg zwölf Jahre nach Beendigung des ersten Weltkrieges in den Köpfen zu einer idée fixe wurde und zu einem allgegenwärtigen, auch im Frieden, der nur als ein Zwischenspiel erschien, fortwirkenden Zustand.“

Unter diesem Eindruck habe er einen Artikel verfasst und das Manuskript an Carl Muth weitergeleitet, der den Beitrag unter dem Titel Der apokalyptische Reiter 1932 in seiner Zeitschrift Hochland veröffentlichte. Muth habe ihn danach gebeten weitere Aufsätze in der Zeitschrift zu veröffentlichen. Hurwicz publizierte daraufhin Aufsätze zum Tat-Kreis, zum Stahlhelm und zur Ring-Bewegung sowie den Artikel Die Wege des Kommunismus in Deutschland. Hurwicz' Beiträge erschienen unter verschiedenen Pseudonymen in der Zeit von Mai 1932 bis zum Juli 1938. Die Pseudonyme waren: Ferdinand Muralt: Michael Berg und Alexis Gotthard.
In der  Zeit des Nationalsozialismus überlebten Hurwicz und seine Tochter Angelika den Holocaust durch seine privilegierte Ehe mit einer deutschen Nichtjüdin.  Hurwicz war Mitglied der Reichsvereinigung der Juden in Deutschland und in der jüdischen Schule tätig. Bei der Bücherverbrennung 1933 in Deutschland erschien sein Name auf der von Wolfgang Herrmann erstellten Liste. 1938 standen drei Titel von ihm auf der Liste des schädlichen und unerwünschten Schrifttums: Geschichte des russischen Bürgerkrieges; Geschichte der jüngsten russischen Revolution; Zur Reform des politischen Denkens.
Nach Kriegsende wurde Hurwicz für die Jüdische Gemeinde von Berlin publizistisch aktiv.
Hurwicz' Tochter Angelika Hurwicz (1922–1999) wurde Schauspielerin und Regisseurin und arbeitete in Berlin unter anderem beim Berliner Ensemble. Hurwicz war über die Familie seiner Mutter mit der russisch-schweizerischen Philosophin Anna Tumarkin verwandt.

## Schriften (Auswahl)
- Rudolf von Ihering und die deutsche Rechtswissenschaft. Mit besonderer Berücksichtigung des Strafrechts. J. Guttentag GmbH, Berlin 1911.
- Russlands politische Seele. Russische Bekenntnisse, Berlin: S. Fischer, 1918
- Die Seelen der Völker : ihre Eigenarten und Bedeutung im Völkerleben : Ideen zu einer Völkerpsychologie, Gotha : F. A. Perthes, 1920
- Zur Reform des politischen Denkens, München: Drei Masken Verlag, 1921
- Geschichte der jüngsten russischen Revolution, Berlin: „Der Firn“. Verlag für praktische Politik und geistige Erneuerung, 1922
- Die Orientpolitik der III. Internationale, Berlin: Deutsche Verlagsanstalt für Politik und Geschichte, 1922
- Staatsmänner und Abenteurer. Russische Porträts von Witte bis Trotzki, 1891 – 1925, Leipzig : C. L. Hirschfeld, 1925
- Der neue Osten. Wandlungen und Aussichten, Berlin: E.S. Mittler & Sohn, 1926
- Geschichte des russischen Bürgerkriegs, Berlin: E. Laub'sche Verlh., 1927
- mit Friedrich Steinmann: Konstantin Petrowitsch Pobjedonoszew, der Staatsmann der Reaktion unter Alexander III., Königsberg, Berlin: Ost-Europa-Verl. 1933 (Quellen und Aufsätze zur russischen Geschichte. Elfter Band)
- Simon Dubnow, Mein Leben. Hrsg. von Elias Hurwicz, Jüdische Buchvereinigung,  Berlin 1937,  Aus d. Russ. übers. von Elias Hurwicz u. Bernhard Hirschberg-Schrader.
- Die geistige Weltsituation des Judentums. In: Der Weg, Jg. 1 (1946), Nr. 13, 24. Mai 1946, S. 3 und Nr. 14, 31. Mai 1946, S. 3.
- Die Theomachie im Judentum. in: Hochland. Monatsschrift für alle Gebiete d. Wissens, d. Literatur u. Kunst. 1952, (44) Nr. 5, S. 416–431

autobiografisch
- Aus Kindheits- und Jugenderinnerungen. In: Der Weg. Zeitschrift für Fragen des Judentums, Jahrgang 1 1946, Ausgabe 18 (28. Juni 1946) bis Ausgabe 32
- Aus den Erinnerungen eines Abseitigen. in: Hochland, 1952, 5, S. 446–454

Übersetzungen
- er übersetzte  Schriften von Schalom Asch, Simon Dubnow, Meier Katzenelson, Jacob Teitel, Lew Tolstoi und Pjotr Tschaadajew.